# 寶鐘瑪琳
寶鐘瑪琳（日语：／ Houshou Marin */?）是日本的虛擬YouTuber。所屬事務所為hololive production，2019年8月1日宣布以hololive三期生身份出道。

## 人物設定
寶鐘瑪琳是hololive三期生（hololive Fantasy）的成员之一，于2019年8月1日出道。瑪琳的角色設計者為Akasa Ai（あかさあい），由入江燈負責 Live2D 設計，由治則擔任 3D 設計。粉絲團名為寶鐘的夥計（宝鐘の一味） ，暱稱為船長。其名字Marine意思即為海洋。她以「Ahoy」作為招呼語，「出航」作為告別語，觀眾回覆「Yosoro!」（ヨーソロー！），皆為航海用語。其身高150公分，愛好金錢及寶石，夢想是成為到處尋寶的海賊，並以購買海賊船作目標，在陸上擔任虛擬主播。

## 經歷

### 2019年
- 7月22日，在 Twitter 及 YouTube 創立帳號和開設頻道。
- 8月初， YouTube 頻道訂閱人數達到1萬[8][9]，並進行初次直播[10]。
- 12月初，訂閱人數突破10萬[11][12]。

### 2020年
- 1月，她公布正月服裝[13]，在月底參加於豐洲 PIT 舉辦的[14]。
- 2月中，公布 3D 模型和參加株式会社 PANORA 舉辦的[15]。
- 7月，生日直播，除了推出原創歌曲[16][17][18]，其 YouTube 頻道訂閱人數亦超過50萬（8月為止）[19][20]。
- 9月，寶鐘瑪琳在株式会社 VARK 舉辦的裡登場[21][22]。
- 10月18日，更新 Live2D 模型與發布新服裝[23]。

### 2021年
- 1月18日，YouTube訂閱人數突破100萬[24][25]。
- 2月11日初，獲人形玩具製作商 MAX FACTORY 公開將推出的PVC模型[26]。
- 7月8日，寶鐘瑪琳的YouTube頻道遭YouTube官方無預警封鎖[27][28]，当天由YouTube官方團隊介入調查后，頻道已經恢復[29][30]。

### 2022年
- 8月1日，YouTube訂閱人數突破200萬[31][32]。

### 2024年
- 1月10日，YouTube訂閱人數突破300萬。[33][34]

### 2025年
- 5月5日，YouTube訂閱人數突破400萬。[35][36]

## 出演

### 遊戲
- 戰艦世界（2020年） 飾 本人。
- VVV 戰機少女（2020年） 飾 本人[37]。
- 東方咒術泡泡（2020年） 飾 本人。
- 卡拉邦（2021年） 飾 本人。
- AQUARIUM。（2022年） 飾 前輩女僕「瑪琳」[38][39][40]。
- 妖怪手錶 Puni Puni（2022年） 飾 本人。
- Cubic Stars（2023年） 飾 本人。

### 外語配音
- 魔鬼剋星：冰天凍地（2024年） ※在本作為客座配音。

## 音樂作品

### 參加作品
| 名稱                  | 收錄                 | 發售日期       | 參與歌手                                            | 備註                                                                   |
| --------------------- | -------------------- | -------------- | --------------------------------------------------- | ---------------------------------------------------------------------- |
| Kiss me! Choose me!   | 專輯《Poppin' Kiss》 | 2020年12月7日  | AZKi、寶鐘瑪琳、櫻巫女                              | 美少女遊戲「」的主題歌                                                 |
| Kiss me! Choose me!   | 專輯《Poppin' Kiss》 | 2020年12月7日  | 寶鐘瑪琳                                            |                                                                        |
| (cover)               | 專輯《Poppin' Kiss》 | 2020年12月7日  | 寶鐘瑪琳                                            |                                                                        |
| Daily Diary!（でいり～だいあり～！）      | 同名單曲             | 2021年1月21日  | hololive IDOL PROJECT                               | 「Floral Circlet」系列第5彈                                            |
| Dreaming Days         | 同名單曲             | 2021年2月11日  | hololive IDOL PROJECT                               | 「Floral Circlet」系列最後的曲子                                       |
|                       | 同名單曲             | 2021年2月25日  | sasakure.UK feat.櫻巫女、白上吹雪、夏色祭、寶鐘瑪琳 |                                                                        |
|                       | 同名單曲             | 2021年9月19日  | UMISEA                                              |                                                                        |
| Interact Fantasia（いんたらくとふぁんたじあ） | 同名單曲             | 2021年11月22日 | hololive Fantasy                                    | Hololive三期生「HOLOLIVE FANTASY 1st LIVE FAN FUN ISLAND」演唱會主題曲 |
|                       | 同名單曲             | 2022年8月19日  | hololive IDOL PROJECT                               |                                                                        |
|                       | 同名單曲             | 2022年8月22日  | hololive IDOL PROJECT                               |                                                                        |
|                       | 同名單曲             | 2022年8月29日  | UMISEA                                              |                                                                        |
| SHINKIRO              | 同名單曲             | 2023年11月12日 | 寶鐘瑪琳、噶嗚·古拉                                 |                                                                        |

## 外部連結
- YouTube上的頻道
- 寶鐘瑪琳的X（前Twitter） （页面存档备份，存于）
- （页面存档备份，存于）